# Rake (serie televisiva 2014)
Rake è una serie televisiva statunitense creata da Peter Duncan per la Fox, trasmessa nel 2014.
La serie si basa sull'omonima serie televisiva australiana, creata nel 2010 sempre da Peter Duncan.

## Trama
La serie segue le vicende di Keegan Deane, un avvocato difensore i cui problemi personali l'hanno portato ad un comportamento auto-distruttivo. Con i suoi modi creerà terra bruciata tutto intorno, riuscendo a farsi detestare dalla sua ex moglie, dai giudici, dall'avvocato assistente distrettuale, dal suo allibratore e anche dall'Internal Revenue Service (l'agenzia statunitense incaricata della riscossione delle imposte).

## Episodi
| Stagione       | Episodi | Prima TV USA | Prima TV Italia |
| -------------- | ------- | ------------ | --------------- |
| Prima stagione | 13      | 2014         | 2014-2015       |

## Personaggi e interpreti
- Keegan Deane, (Stagione 1),interpretato da Greg Kinnear, doppiato da Francesco Prando.
- Maddy Deane, (Stagione 1), interpretata da Miranda Otto, doppiata da Roberta Pellini.
- Ben Leon, (Stagione 1), interpretato da John Ortiz, doppiato da Stefano Mondini.
- Scarlet Leon, (Stagione 1, interpretata da Necar Zadegan, doppiata da Emanuela Baroni.
- Melissa "Mikki" Partridge, (Stagione 1), interpretata da Bojana Novaković, doppiata da Francesca Manicone.
- Leanne Zander, (Stagione 1), interpretata da Tara Summers, doppiata da Laura Romano.
- Finn Deane, (Stagione 1), interpretato da Ian Colletti, doppiato da Mirko Cannella.
- Roy, (Stagione 1), interpretato da Omar J. Dorsey, doppiato da Paolo Marchese.

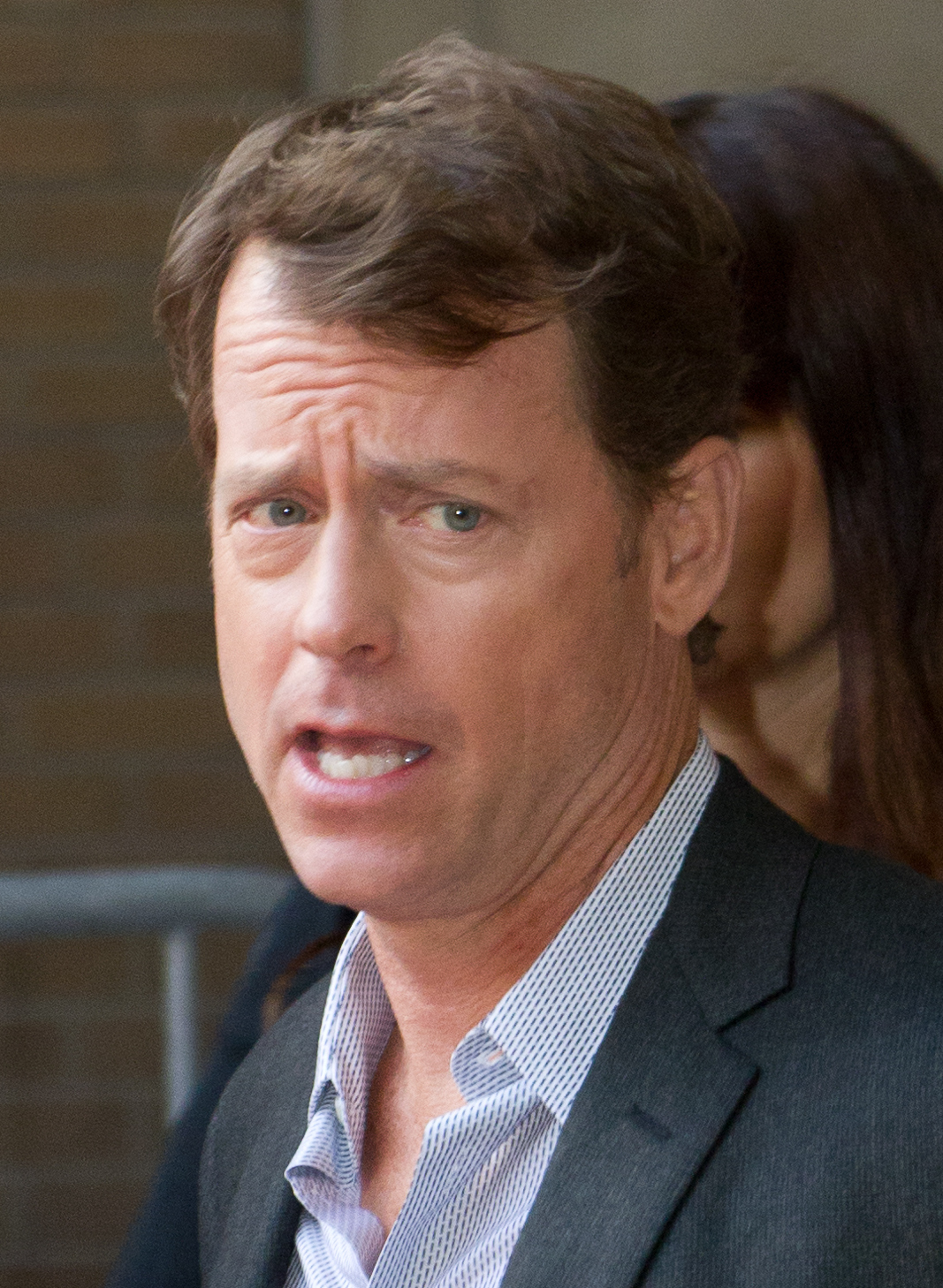
Greg Kinnear interpreta Keegan Deane
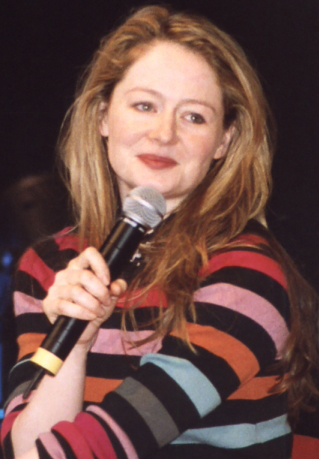
Miranda Otto interpreta Maddy Deane

## Produzione
Il progetto fu presentato per la prima volta ai vertici di Fox nell'ottobre 2012, mentre l'episodio pilota è stato ordinato a gennaio 2013. La serie fu ordinata ufficialmente l'8 maggio 2013 durante gli upfront dal network Fox. Fin dall'inizio la serie è stata programmata per essere trasmessa a metà stagione. A maggio 2014, la serie è stata cancellata dopo una sola stagione.

## Critica
Rake ha ottenuto un punteggio di 62 su 100 su Metacritic basato su 30 recensioni "generalmente favorevoli".